# Борисов-Мусатов Віктор Ельпідіфорович
Віктор Ельпідіфорович Борисов-Мусатов (рос. Виктор Эльпидифорович Борисов-Мусатов; 1870—1905) — російський художник, представник російського символізму й імпресіонізму.

## Життєпис
Народився 2 квітня 1870 в Саратові. Був довгоочікуваним первістком в сім'ї колишніх кріпаків Едьпідіфора і Євдокії Мусатових.

## Галерея

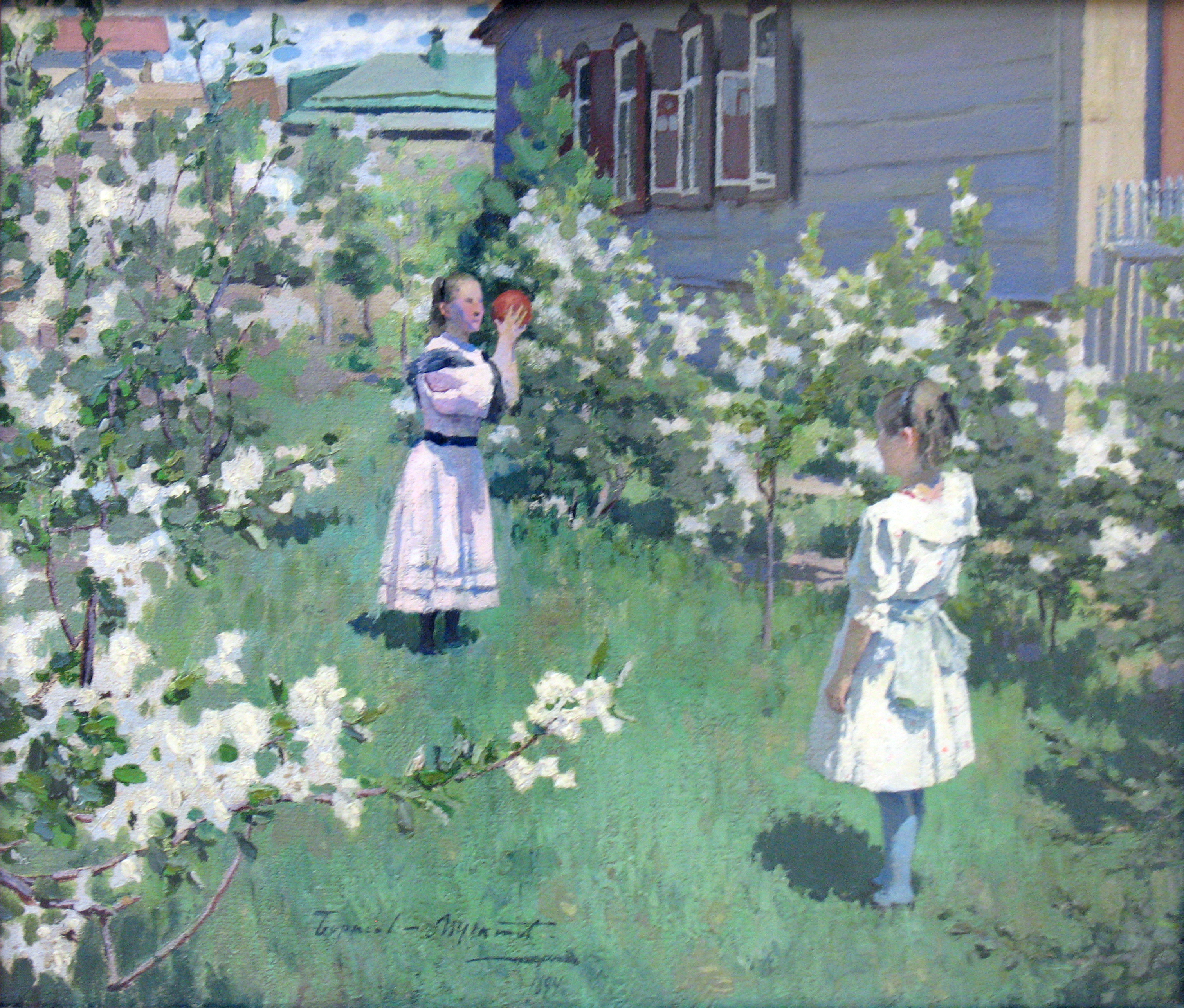
«Травневі квіти», 1894
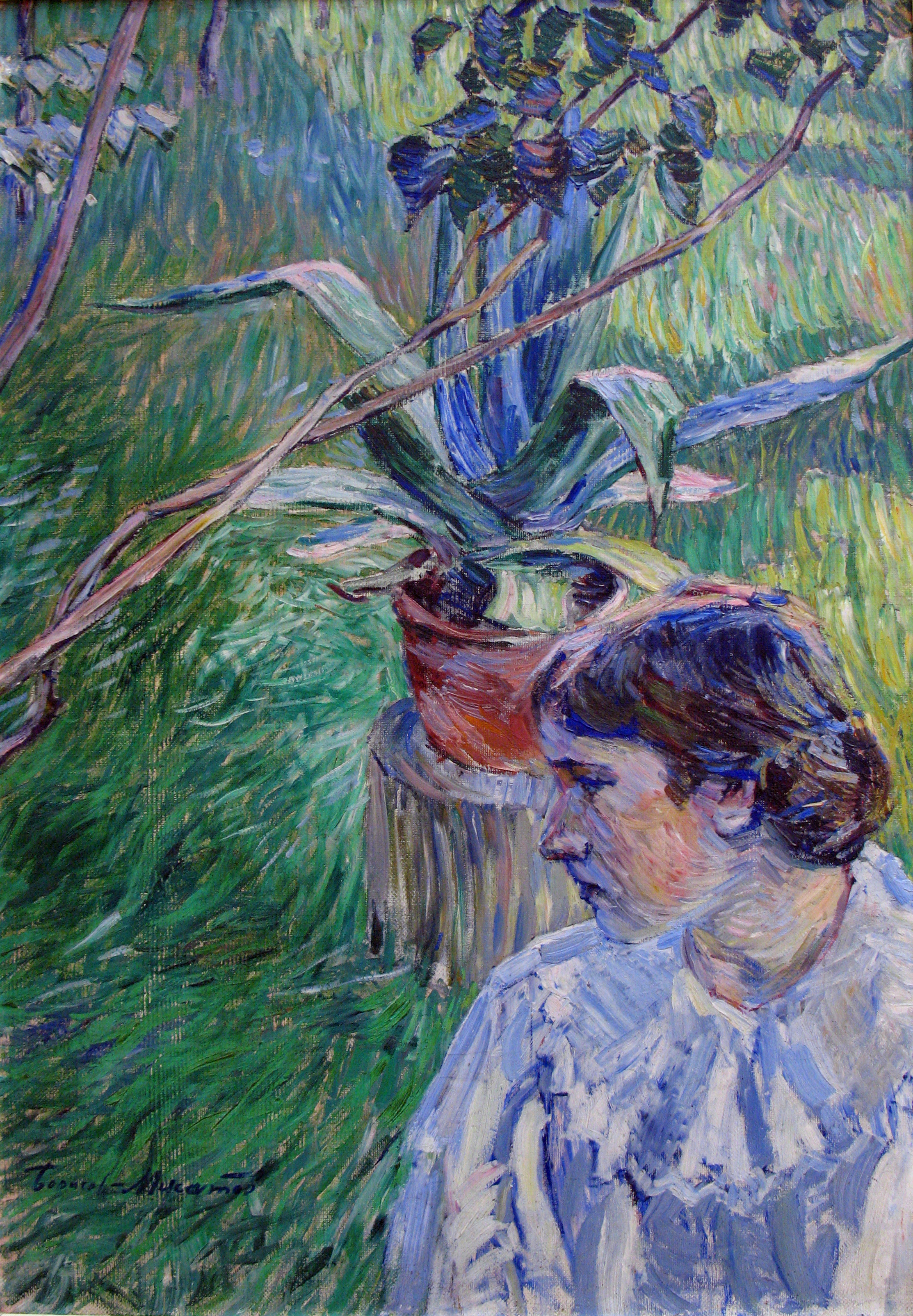
«Пані біля агави в саду», 1897
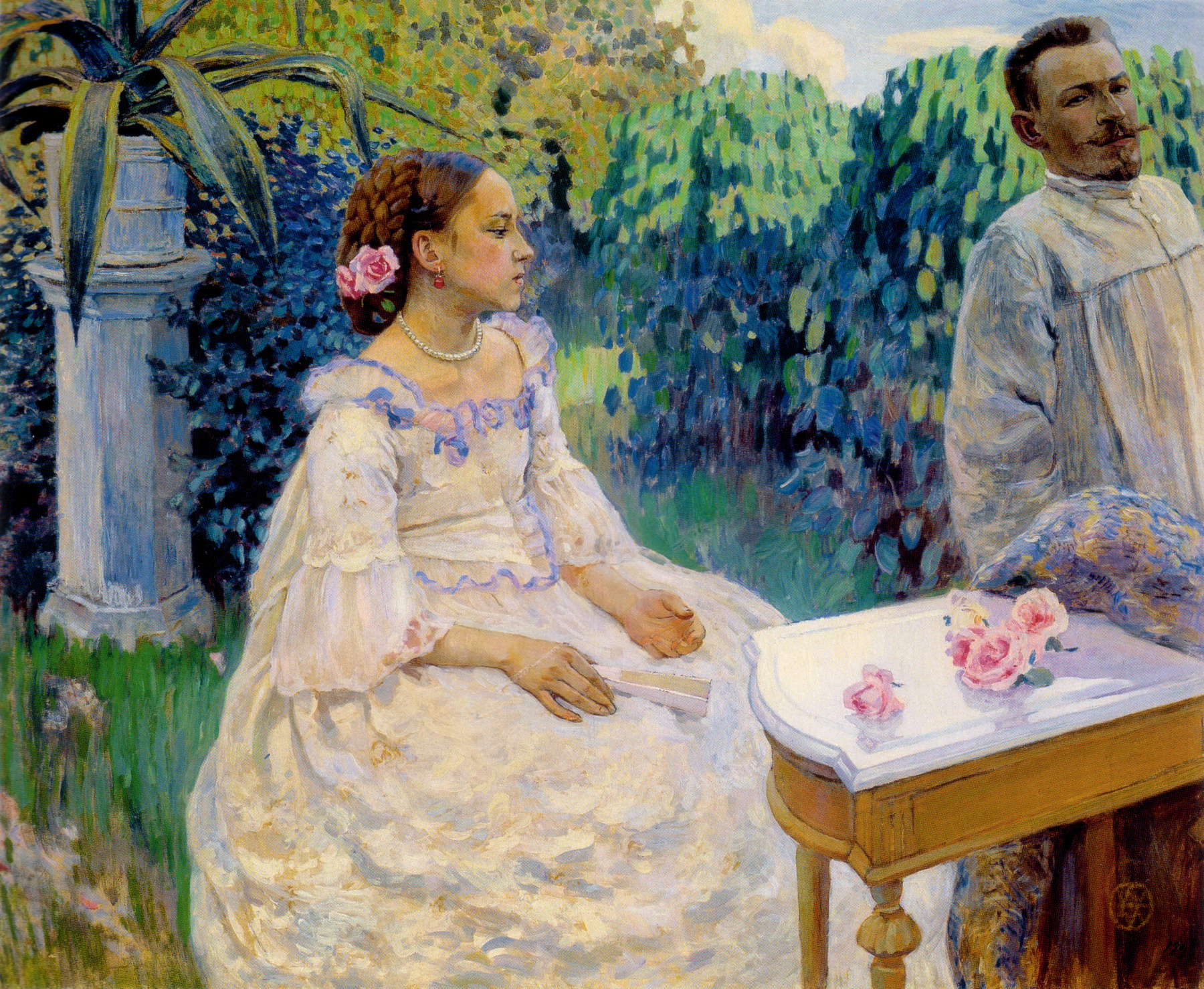
Самопортрет з сестрою, 1898, Державний Російський музей, Санкт-Петербург
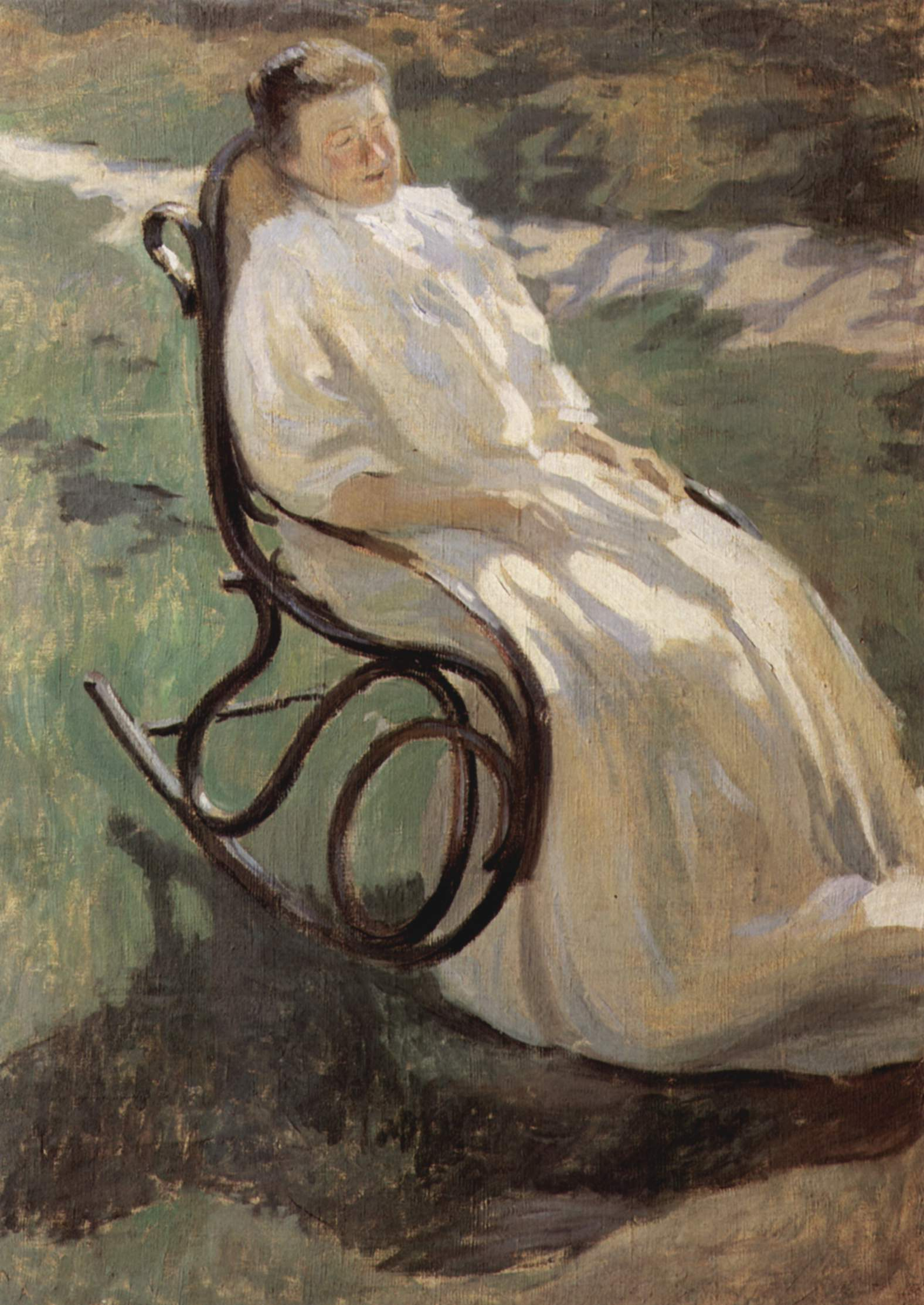
Дама в гойдалці (ескіз до нездійсненої картини "Maternite"), 1897, Державна Третьяковська галерея, Москва
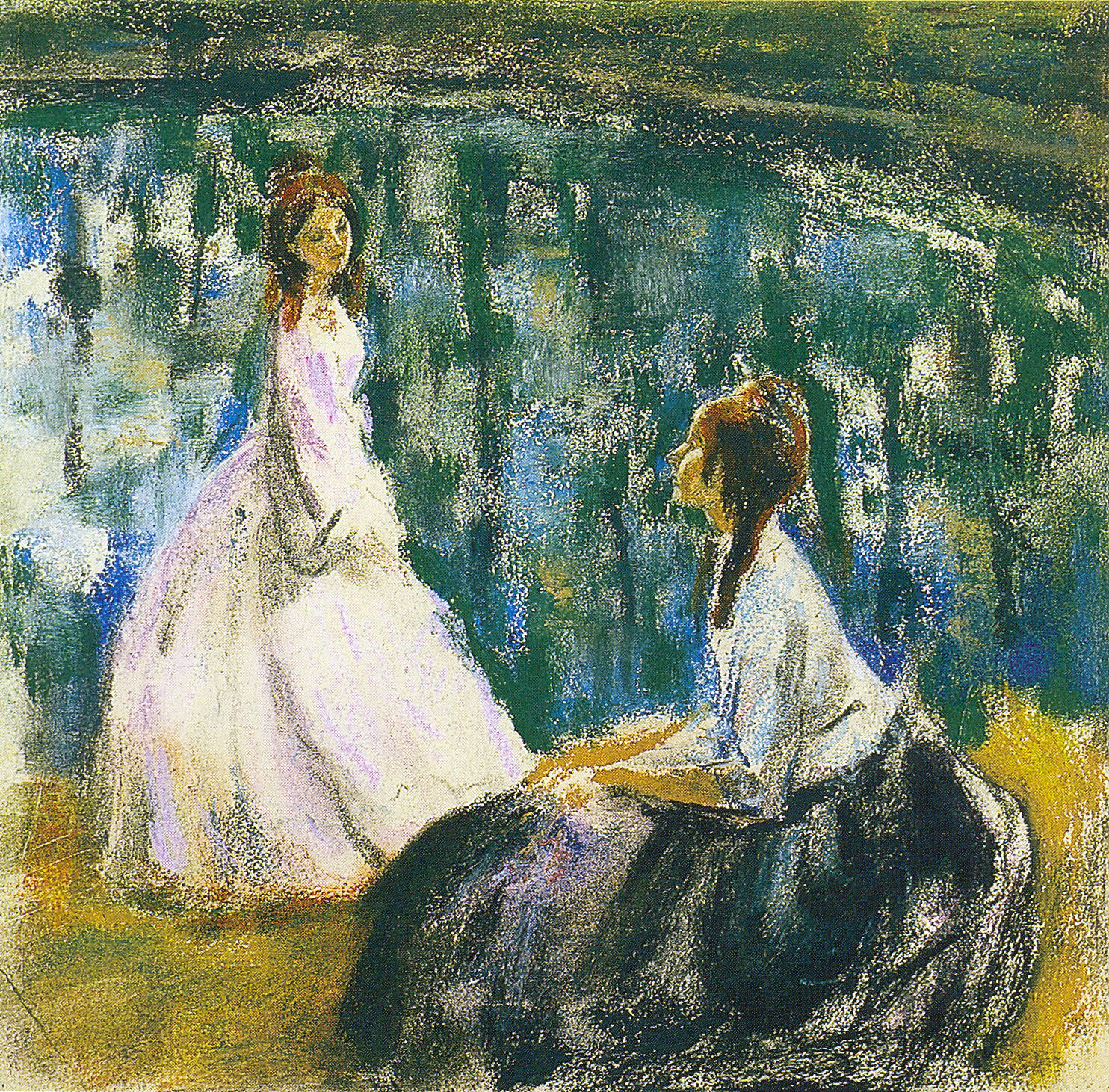
У водойми (ескіз), Приватна збірка, Москва
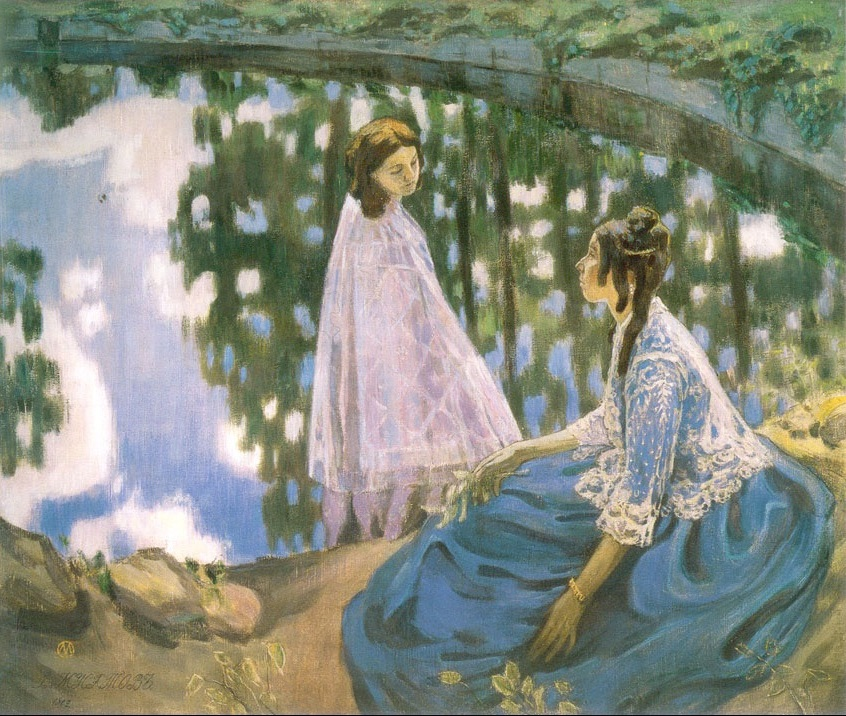
Водоймище, 1902, Державна Третьяковська галерея, Москва
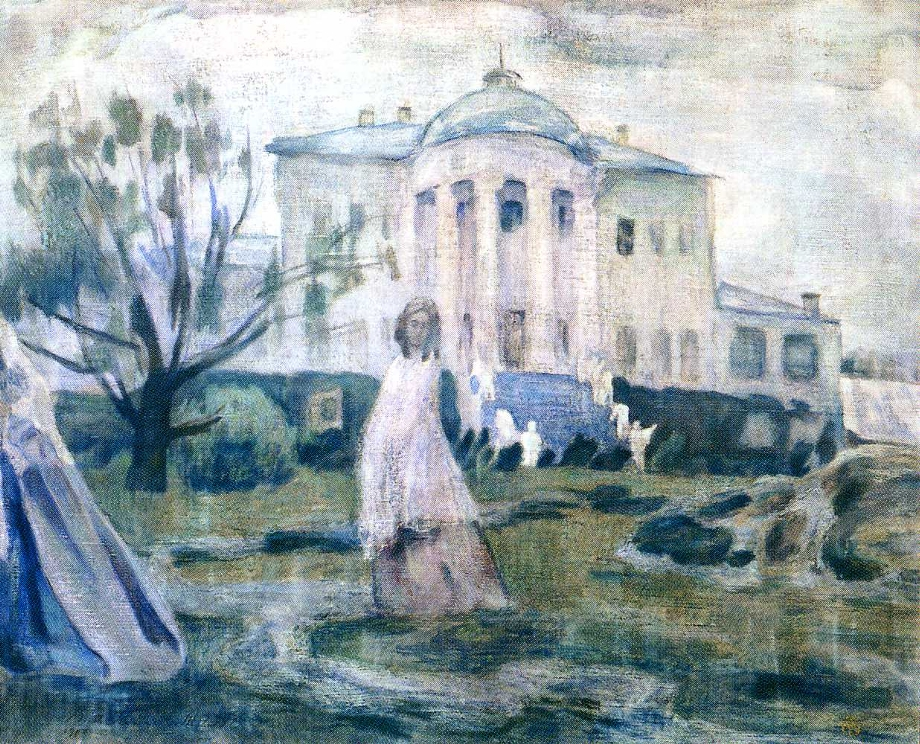
Привиди, 1903; Художник зобразив Південний фасад палацу в садибі Зубрилівка